# Dasyprocta mexicana
L'aguti messicano (Dasyprocta mexicana Saussure, 1860) è un roditore originario delle regioni meridionali del Messico.

## Descrizione
Con una lunghezza totale di 51,5-56,0 cm, compresa la coda di 20–30 mm, e un peso di 2–5 kg, presenta dimensioni simili alle altre specie del suo genere. Il piede posteriore misura 116–127 mm e l'orecchio 35–47 mm. La coda, molto corta, è quasi completamente nascosta dalla pelliccia. Sui lunghi piedi posteriori ci sono tre dita. Caratteristica della specie è la pelliccia di colore variabile da marrone scuro a nera sulle parti superiori, più scura di quella dell'aguti dell'America centrale (Dasyprocta punctata). Tuttavia, i peli scuri hanno una breve punta bianca. Le parti inferiori sono di colore marrone più chiaro e sul collo sono quasi bianche.

## Distribuzione e habitat
L'areale comprende le zone centrali dello stato di Veracruz e lo Oaxaca orientale. Ne esistono altre due popolazioni, introdotte dall'uomo, nella parte occidentale e orientale di Cuba. L'aguti messicano vive nelle pianure fino a un'altitudine di 500 metri. Risiede principalmente nelle foreste sempreverdi e occasionalmente visita le aree adiacenti.

## Biologia
Come gli altri aguti, anch'esso è una specie principalmente diurna e terricola. Vive principalmente da solo o in coppia e costruisce la propria tana dentro o sotto alberi marci caduti o tra le radici. La costruzione consiste in un tunnel lungo da 3 a 5 metri con un diametro da 10 a 25 centimetri, che si trova da 30 a 100 centimetri sotto la superficie. Quando un aguti messicano viene disturbato durante le sue peregrinazioni, rimarrà immobile per un momento e poi correrà verso il nascondiglio più vicino. Gli ispidi peli del tronco che sfregano l'uno contro l'altro producono un rumore caratteristico.
La dieta consiste in semi e frutti di piante come Spondias mombin (della famiglia del sommacco) e Brosimum alicastrum. Le femmine partoriscono una sola cucciolata di uno o due piccoli durante la stagione secca, tra gennaio e maggio. I neonati sono ben sviluppati e sono in grado di camminare poco dopo la nascita. L'aguti messicano viene cacciato da predatori di medie dimensioni, come l'ocelot.

## Tassonomia
L'aguti messicano viene classificato come una specie distinta all'interno del genere degli aguti (Dasyprocta), che consiste di più di dieci specie conosciute.
 Esso è stato descritto per la prima volta dallo zoologo francese Henri de Saussure nel 1860 utilizzando individui provenienti dal Messico, probabilmente da Veracruz.
Non ne vengono riconosciute sottospecie.

## Conservazione
Gli agricoltori ne uccidono un gran numero di esemplari, in quanto saccheggiano i raccolti di mais. La minaccia principale per la sua sopravvivenza, tuttavia, sono le modifiche arrecate al paesaggio: secondo le stime della IUCN, l'habitat adatto è diminuito di quasi il 90% tra gli anni '60 e 2000. Il calo della popolazione complessiva tra il 1998 e il 2008 è stato stimato dell'80%. Pertanto, l'aguti messicano viene classificato come «specie in pericolo critico» (Critically Endangered).